# Facidia vacillans
Facidia vacillans är en fjärilsart som beskrevs av Walker 1857. Facidia vacillans ingår i släktet Facidia och familjen nattflyn. Inga underarter finns listade i Catalogue of Life.